# Elizabeth Best Taylor

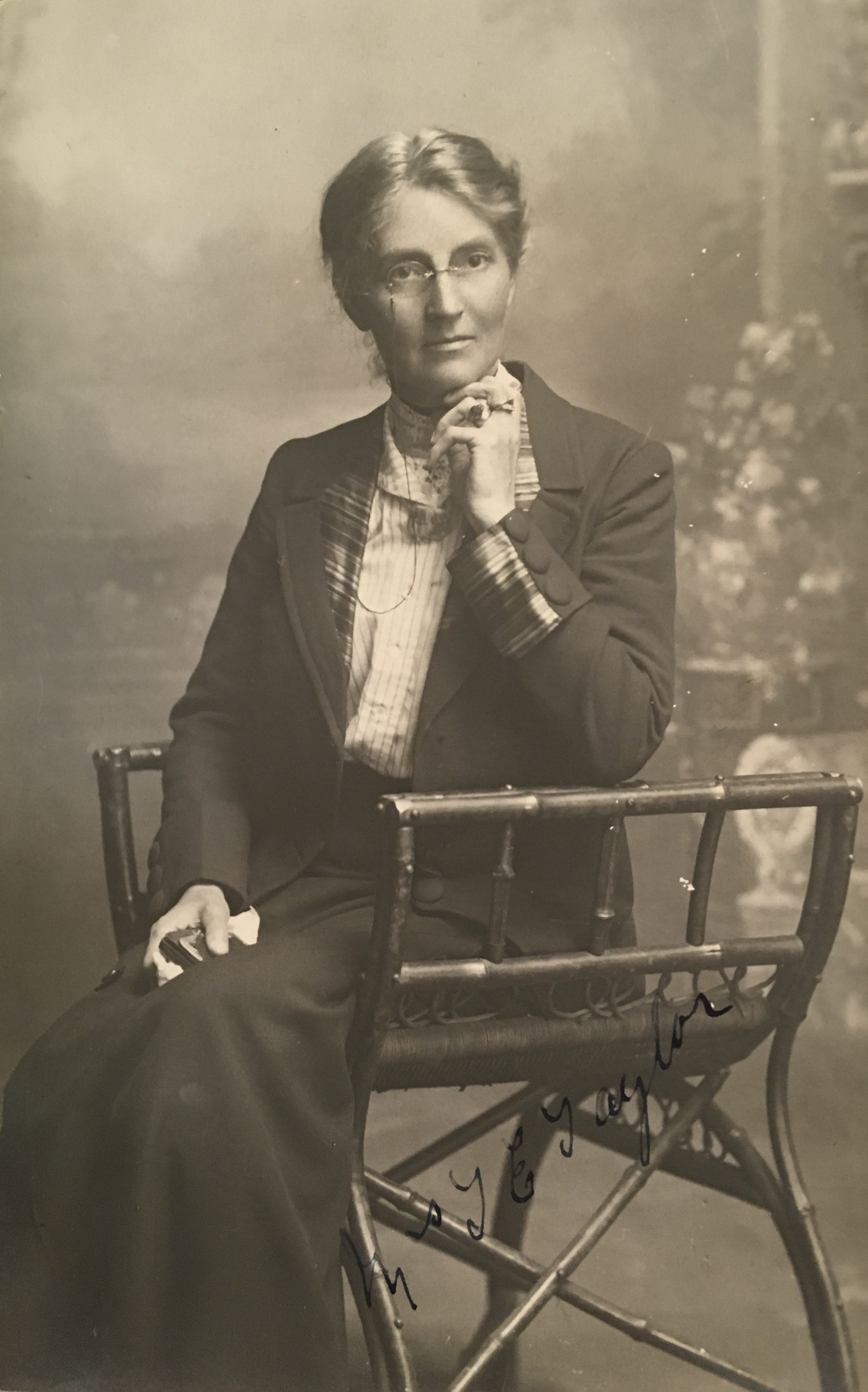
Elizabeth Best Taylor (1926)

Elizabeth Best Taylor, geb. Ellison (* 21. September 1868 in Lyttelton, Canterbury, Neuseeland; † 27. April 1941 in Dunedin, Otago, Neuseeland) war eine Vertreterin der Abstinenzbewegung in Neuseeland, war Community Leader, Sozialreformerin und von 1926 bis 1935 die Präsidentin der Women’s Christian Temperance Union New Zealand (WCTU NZ).

## Frühes Leben
Elizabeth Best Ellison wurde am 21. September 1868 als Tochter der Eheleute Rachel Robinson und Robert Best Ellison in Lyttelton, Canterbury geboren. Sie verbrachte ihre frühe Kindheit auf Farmen in Süd-Canterbury. Im Alter von 12 Jahren zog die Familie nach Dunedin, wo sie weiter zur Schule ging und dort ihr erstes Ausbildungsjahr als Lehrerin absolvierte. Als ihre Familie im Jahr 1889 nach Christchurch umzog, ging sie mit, arbeitete dort kurze Zeit als Lehrerin, pflegte aber anschließend ihre kranke Mutter und kümmerte sich um ihre jüngeren Geschwister. Ihre Mutter verstarb im August 1889.
Elizabeth war gläubig und besuchte die Wesleyan Church. Sie unterrichtete in deren Sonntagsschule und trat in den kirchlichen Verein für gegenseitige Verbesserung ein. Trotz ihrer anstrengenden täglichen Hausarbeit bildete sie sich weiter, nahm Musikunterricht und unterrichtete zusätzlich ihre jüngeren Geschwister in Französisch und Latein.

## Politisches und gesellschaftliches Engagement
Am 18. April 1892 heiratete Elizabeth den Angestellten und führenden Prohibitionisten vor Ort, Thomas Edward Taylor. Sie bekamen sechs Kinder. Während Taylor sich der Politik widmete und von 1896 an bis 1911 für drei Wahlperioden dem Repräsentantenhaus des Landes angehörte, trat Elizabeth sehr bald nach ihrer Hochzeit der Women’s Christian Temperance Union New Zealand (WCTU NZ) bei und beteiligte sich an der Kampagne für das Frauenwahlrecht im Lande. 1896 hielt sie einen Vortrag über „Ehe und Scheidung“ in der ersten Sitzung des Nationalen Frauenrates von Neuseeland. Nach der Geburt ihres fünften Kindes im Jahr 1900 erkrankte Elizabeth darart, dass sie bis zu ihrem Lebensende unter ständigen gesundheitlichen Problemen leiden sollte. So war ihre Reise mit ihrem Mann nach Großbritannien und Europa im Jahr 1902 ein erholsame und willkommene Abwechselung von ihrem arbeitsreichen täglichen Leben. Vier Jahre später bekam sie ihr sechstes Kind.
Nachdem ihr Mann im April 1911 zum Bürgermeister von Christchurch gewählt worden war, erkrankte er plötzlich und verstarb am 27. Juni des Jahres nach kurzer Krankheit. Elizabeth begann nach seinem Tod sich dann auf ihre politische Arbeit zu konzentrieren und engagierte sich unter ihren vier Hauptthemen: Frauenrechte, Abstinenzbewegung, Kinderfürsorge und Friedenspolitik. 1911 wurde sie die Gründungsvorsitzende der Christchurch Crèche and Kindergarten Association, aus der später die Christchurch Free Kindergarten Association (Verein Freier Kindergarten Christchurch) hervorging. Sie hielt den Vorsitz bis in das Jahr 1914. Im Jahr 1912 sagte sie vor der Royal Commission on Cost of Living in New Zealand (Königliche Kommission für Lebenshaltungskosten in Neuseeland) aus und wurde im selben Jahr die erste Präsidentin der New Zealand Housewives' Union (neuseeländischen Hausfrauengewerkschaft). Auf der Labour Unity Conference (Konferenz zur Einheit der Arbeit) im Jahr 1912 vertrat sie ihre Gewerkschaft. Von 1913 an war sie eine prominente Persönlichkeit in der Social Democratic Party, aus der dann später 1916 die New Zealand Labour Party wurde. Sie übernahm dort den Vorsitzende des Frauenausschusses.
Während der Epidemie der Spanischen Grippe, die sich 1918 ausbreitete, übernahm Elizabeth die Leitung eines Heim für Kinder, deren Eltern an der Grippe erkrankt waren. Des Weiteren wurde sie eine der ersten weiblichen Friedensrichterinnen in Christchurch und wurde später zur stellvertretenden Richterin am Kindergericht der Stadt ernannt. Im Zweig des National Council of Women (NCW) (Nationaler Rat der Frauen) setzte sich Elizabeth in Christchurch für eine Mutterschaftsstiftung, Frauen bei der Polizei, das Recht verheirateter Frauen ihre eigene Staatsangehörigkeit zu behalten, und Frauen in der Politik ein. 1918 kandidierte sie für die Position der Präsidentin im Zweig der WCTU in Christchurch und wurde gewählt. 1926 folgte die Präsidentschaft in der WCTU des Landes. 1935 trat sie dann aus gesundheitlichen Gründen nicht mehr zur Präsidentschaftswahl an. Auf der ersten Pan-Pacific Women's Conference, die 1928 auf Hawaii stattfand, war Elizabeth eine der neuseeländischen Delegierten und von 1931 bis 1937 war sie Vorsitzende des neuseeländischen Komitees der Pan-Pacific Women's Association. Sie war Gründungsmitglied und Vizepräsidentin des neuseeländischen Zweigs der League of Nations Union of New Zealand in Christchurch und förderte nach ihrem Rücktritt als Präsidentin des WCTU weiterhin aktiv die Friedensarbeit in der Bewegung als Leiterin der Friedensabteilung.
Elizabeth Best Taylor starb am 27. April 1941 in Dunedin.

## Ehrungen
- 1935 – King George V Silver Jubilee Medal
- 1937 – Officer of The Most Excellent Order of the British Empire
- 1938 – Mitglied auf Lebenszeit im National Council of Women